# Langton by Spilsby
Langton by Spilsby of Langton by Partney is een civil parish in het bestuurlijke gebied East Lindsey, in het Engelse graafschap Lincolnshire. In 2001 telde het dorp 65 inwoners. Langton by Spilsby komt in het Domesday Book (1086) voor als 'Langetune'.